# Antichrist Superstar
Antichrist Superstar (англ. Антихрист суперзірка) — другий студійний альбом гурту Marilyn Manson, який був випущений 8 жовтня 1996 року лейблом Interscope Records. Продюсером цього альбому був вокаліст гурту Nine Inch Nails — Трент Резнор. Альбом був розпроданий загальним тиражем 7,5 мільйонів копій.
Стиль — індастріал-метал, індастріал-рок.
1 червня 2010 року було представлено кліп на пісню «Antichrist Superstar», який зняв 1997 року Едмунд Еліас Мерідж. У кліпі використано кадри з відомого фільму Меріджа «Народжений». Той же режисер зняв кліп на іншу пісню з альбому — «Cryptorchid».

## Список пісень
Автор слів Мерілін Менсон (трек 1 з Твіґґі Рамірезом). 
| Cycle I: The Heirophant | Cycle I: The Heirophant                | Cycle I: The Heirophant | Cycle I: The Heirophant |
| #                       | Назва                                  | Автор музики            | Тривалість              |
| ----------------------- | -------------------------------------- | ----------------------- | ----------------------- |
| 1.                      | «Irresponsible Hate Anthem»            | Берковітц, Ґейсі        | 4:17                    |
| 2.                      | «The Beautiful People»                 | Рамірез                 | 3:38                    |
| 3.                      | «Dried Up, Tied and Dead to the World» | Менсон, Рамірез         | 4:16                    |
| 4.                      | «Tourniquet»                           | Берковітц, Рамірез      | 4:45                    |

| Cycle II: Inauguration of the Worm | Cycle II: Inauguration of the Worm | Cycle II: Inauguration of the Worm | Cycle II: Inauguration of the Worm |
| #                                  | Назва                              | Автор музики                       | Тривалість                         |
| ---------------------------------- | ---------------------------------- | ---------------------------------- | ---------------------------------- |
| 5.                                 | «Little Horn»                      | Рамірез, Резнор                    | 2:43                               |
| 6.                                 | «Cryptorchid»                      | Ґейсі                              | 2:44                               |
| 7.                                 | «Deformography»                    | Рамірез, Резнор                    | 4:31                               |
| 8.                                 | «Wormboy»                          | Берковітц, Рамірез                 | 3:56                               |
| 9.                                 | «Mister Superstar»                 | Рамірез                            | 5:04                               |
| 10.                                | «Angel with the Scabbed Wings»     | Менсон, Рамірез, Ґейсі             | 3:52                               |
| 11.                                | «Kinderfeld»                       | Рамірез, Ґейсі                     | 4:51                               |

| Cycle III: Disintegrator Rising | Cycle III: Disintegrator Rising | Cycle III: Disintegrator Rising   | Cycle III: Disintegrator Rising |
| #                               | Назва                           | Автор музики                      | Тривалість                      |
| ------------------------------- | ------------------------------- | --------------------------------- | ------------------------------- |
| 12.                             | «Antichrist Superstar»          | Рамірез, Ґейсі                    | 5:14                            |
| 13.                             | «1996»                          | Рамірез                           | 4:01                            |
| 14.                             | «Minute of Decay»               | Менсон                            | 4:44                            |
| 15.                             | «The Reflecting God»            | Рамірез, Резнор                   | 5:36                            |
| 16.                             | «Man That You Fear»             | Рамірез, Менсон, Ґейсі, Берковітц | 6:10                            |
| 99.                             | «Track 99» (прихований трек)    | Ґейсі, Рамірез                    | 1:39                            |

Примітки
- Поділяючись на три цикли, альбом був випущений одним диском, подібно чотирьом циклам альбому Holy Wood(2000).
- Не маючи назви, Track 99 став неідентифікованим, хоча в The Marilyn Manson Collection на iTunes він називається «Ghost Track»
- Rhapsody (онлайн музичний сервіс) називає Track 99 як «The Empty Sounds of Hate».

### Сторона Б
- «Long Hard Road Out of Hell» — пісня із саундтреку до фільму «Спаун» (1997), також присутня на промо-синглі «Man That You Fear»
- «The Suck for Your Solution» — пісня із саундтреку до фільму «Howard Stern: Private Parts».
- «Apple of Sodom» — пісня із саундтреку до фільму «Загублене шосе».

## Учасники запису

### Основний склад
- Мерилін Менсон — вокал, тексти, пан-флейта, додаткова гітара (3, 11, 14), композитор та співкомпозитор (3, 10, 14, 16)
- Дейзі Берковіц — гітари, співкомпозитор (1, 4, 8, 16)
- Мадонна Вейн Гейсі — клавішні, барабани (6), додаткова перкусія, композитор та співкомпозитор (1, 6, 10, 11, 12, 16)
- Твіґґі Рамірез — бас, гітари, співавтор тексту (1), композитор та співкомпозитор (2, 3, 4, 5, 7, 8, 9, 10, 11, 12, 13, 15, 16)
- Джинджер Фіш — концертний барабанщик, програмування

### Виробничий, технічний та додатковий персонал
- Зім Зам — концертний гітарист
- Кріс Вренна — барабани, програмування
- Шон Бівен — додаткова гітара (2)
- Трент Резнор — основна гітара (9), додаткові гітари (7), фортепіано (16), співкомпозитор (5, 7, 15)
- Денні Лохнер — основна гітара (10), акустична гітара (15)
- Робін Фінк — додаткові клавішні